# Sparasion munitum
Sparasion munitum är en stekelart som beskrevs av Mikhail Vasilievich Kozlov och Kononova 1990. Sparasion munitum ingår i släktet Sparasion och familjen Scelionidae. Inga underarter finns listade i Catalogue of Life.